# 澤井啓夫
澤井 啓夫（さわい よしお、本名同じ。1977年〈昭和52年〉3月14日 - ）は、日本の漫画家。愛知県豊橋市出身。男性。血液型はB型。
代表作は『ボボボーボ・ボーボボ』。

## 経歴
『赤マルジャンプ』2000年WINTERにおいて、読み切り漫画『山中臭活劇』でデビュー。
『赤マルジャンプ』2000年SUMMERで読み切りギャグ漫画『ボボボーボ・ボーボボ』を掲載。同作は『週刊少年ジャンプ』2000年46号、47号での読み切り掲載を経た後、2001年12号から2007年31号まで約6年半連載された。その間、同作はハドソンより7度のテレビゲーム化、また2003年11月8日よりテレビ朝日系列でテレビアニメ化されるなど多メディア展開されたヒット作となる。
『週刊少年ジャンプ』2008年42号から不良ギャグバトル漫画『チャゲチャ』を連載するも早期終了。全8話。
2008年下半期、劇画村塾で小池一夫に師事。
2009年、わくわくキッズブック（集英社）のシリーズの一つとして「キラリンチョシリーズ」の執筆を開始した。またPlayStation Portable用ソフト『ファンタシースターポータブル2』のコスチュームデザインを手掛けた。
2011年、『最強ジャンプ』創刊号から『ふわり!どんぱっち』の連載を開始し、2014年9月号まで連載された。同年、『少年ジャンプ+』創刊号から連載再開し、『ほんのり!どんぱっち』に改題して2015年8月まで連載された。
2018年2月17日、『少年ジャンプ＋』にて読切作品『ミンチ食堂』を掲載した。

## 人物
作品中で『週刊少年ジャンプ』の他作品『キン肉マン』や『ドラゴンボール』、『アイシールド21』や『魔人探偵脳噛ネウロ』などのパロディを多く行っている。他の作品とのコラボレーションに熱心であり、『DEATH NOTE』や『ドラゴンボール』との合作を行ったほか、『超こち亀』において『ジャンプ』現役ギャグ漫画家（澤井啓夫・うすた京介・大亜門・大石浩二）と『こちら葛飾区亀有公園前派出所』とのコラボ漫画を企画・実行するなどしている。
2005年7月、名古屋市の病院で『ボボボーボ・ボーボボ』の大ファンである少年（難病である副腎白質ジストロフィーと闘病中）を見舞っている。対面は2時間ほどの短い時間であったが、直筆サインをあげたり、単行本を音読で読み聞かせたり、2人並んで食事するなどのひとときを過ごした。
幼い頃から絵が下手であり、小学生の頃からマンガのイラストを描いて見せあっても周りと比べて下手で、高学年になって周りに触発されてオリジナルのものを描き始めても雑で下手な絵であったと回想している。活動当初も「絵が汚い」という自覚の元で漫画を描いていた。ギャグ漫画を描こうと思ったのも「絵が汚くても、ストーリーがめちゃめちゃでも、とにかく笑いを取ればよい」と思ったためである。
また、『ボーボボ』連載終了後には溜まっていた6年分のファンレター全てに返事を出した。 
尊敬する人物として島袋光年をあげている。『たけし』に出会わなければ絶対に漫画家になっていなかったと語っている。
父は国文学者、愛知大学名誉教授の沢井耐三。

## 作品リスト

### 連載
- ボボボーボ・ボーボボ（2001年12号 - 2007年31号、週刊少年ジャンプ）

2006年3号からは、タイトルを『真説ボボボーボ・ボーボボ』に改名（2006年19号の巻頭カラーで発表）。
- チャゲチャ（2008年42号 - 49号、週刊少年ジャンプ）
- ふわり!どんぱっち（2012年1月号 - 2014年9月号、最強ジャンプ→少年ジャンプ+）
- ほんのり!どんぱっち（2014年9月22日 - 2015年8月3日、少年ジャンプ＋）

### 読切
- 山中臭活劇（2000年2月4日増刊号、赤マルジャンプ）
- ボボボーボ・ボーボボ（赤マルジャンプ 2000年9月20日増刊号、週刊少年ジャンプ 2000年46号、47号、週刊少年ジャンプ特別編集2001年1月7日増刊 少年ジャンプGAG Special 2001）
- ムテキマン（2001年39号、週刊少年ジャンプ）
- 激戦!!ジャンケン島（週刊少年ジャンプ特別編集2001年12月30日増刊 少年ジャンプGAG Special 2002）

※以上の作品はボボボーボ・ボーボボ? 澤井啓夫短編集に収録
- 黒梟（2008年4・5合併号、週刊少年ジャンプ）

※チャゲチャ1巻に収録
- ミンチ食堂（2018年2月17日、少年ジャンプ＋)
- フロントライン・スピリッツ（2021年2月17日、少年ジャンプ＋）

## コミックス
- ボボボーボ・ボーボボ（全21巻）
- 真説ボボボーボ・ボーボボ（全7巻）
- ボボボーボ・ボーボボ? 澤井啓夫短編集
- ボボボーボ・ボーボ本
- チャゲチャ（全1巻）
- ふわり!どんぱっち（全3巻）
- ほんのり!どんぱっち（全1巻）

## 絵本
- キラリンチョのおばけフェスタ（わくわくキッズブック）

## アシスタント
- 松井優征[7]